# Phyllanthus analamerae
Phyllanthus analamerae är en emblikaväxtart som beskrevs av Jacques Désiré Leandri. Phyllanthus analamerae ingår i släktet Phyllanthus och familjen emblikaväxter. Inga underarter finns listade i Catalogue of Life.